# Петро Дегтярьов
Петро Дегтярьов (10 липня 1993) — естонський спортсмен. Учасник Чемпіонату світу з водних видів спорту 2015 на дистанціях 50 і 100 метрів вільним стилем, а також в естафеті 4x100 метрів вільним стилем. 